# 민영순
민영순(영어: Min Yong-Soon, 1953년 4월 9일~2024년 3월 12일)은 미국의 예술가 및 큐레이터, 교육자이다.
캘리포니아 대학교 어바인의 명예 교수로 재직했으며, 그의 작품은 한인들의 정체성, 정치, 개인 서사, 문화 등에 대해 주로 다루었다.